# Australian Worldwide Exploration
Australian Worldwide Exploration (AWE) é uma companhia petrolífera australiana, sediada em Sydney.

## História
A companhia foi estabelecida em 1997.